# 덩컨 로런스
둔칸 더 모르(네덜란드어: Duncan de Moor, 1994년 4월 11일 ~ )는 예명 덩컨 로런스(영어: Duncan Laurence)로 잘 알려진 네덜란드의 가수이다. 2014년에 음악 경력을 시작했으며 《보이스 오브 홀랜드 시즌 5》에서 준결승에 진출하였다. 유로비전 송 컨테스트 2019에서 "Arcade"라는 노래로 네덜란드를 대표하여 대회에서 우승하여 네덜란드는 1975년 이후 처음 우승을 하게 되었다.